# Voldemārs Lūsis
Voldemārs Lūsis (* 7. Dezember 1974 in Riga) ist ein ehemaliger lettischer Leichtathlet, der seit den späten 1990er-Jahren als Speerwerfer aktiv war. An die Erfolge seines Vaters Jānis Lūsis und seiner Mutter Elvīra Ozoliņa konnte er jedoch nicht anknüpfen.
Im Schatten von Ēriks Rags stehend, gewann er zwei Landesmeisterschaften: 1998 (79,60 m) und 2003 (82,68 m).
Voldemārs Lūsis nahm einmal an einer EM (1998 in Budapest), zweimal an einer WM (2001 in Edmonton und 2003 in Paris) sowie zweimal an Olympischen Spielen (2000 in Sydney und 2004 in Athen) teil und erreichte folgende Platzierungen:
- Budapest: Platz 20 (75,14 m)
- Sydney: Platz 18 (80,08 m)
- Edmonton: Finalteilnahme. Platz 11 (79,70 m)
- Paris: Platz 18 (75,15 m)
- Athen: Platz 17 (79,27 m)

Darüber hinaus vertrat er sein Land beim Finale des Europacups der Second League im Jahr 2000 in Kaunas, wo er mit 81,09 m siegreich war.
Auch bei den Bislett Games 2003 konnte er sich platzieren. Mit 81,94 m kam er hinter Sergei Makarow (1. mit 85,61 m) und Boris Henry (2. mit 84,51 m) auf Platz 3.
Seine persönliche Bestleistung liegt bei 84,19 m aus dem Jahr 2003.